# Шеран Єйні
Шеран Єйні (івр. שרן ייני, нар. 8 грудня 1986, Тель-Авів) — ізраїльський футболіст, захисник клубу «Маккабі» (Тель-Авів).
Виступав, зокрема, за клуби «Маккабі» (Тель-Авів) та «Вітесс», а також національну збірну Ізраїлю.
Дворазовий чемпіон Ізраїлю. Володар Кубка Нідерландів.

## Клубна кар'єра
У дорослому футболі дебютував 2004 року виступами за команду «Маккабі» (Тель-Авів), в якій провів одинадцять сезонів, взявши участь у 232 матчах чемпіонату. Більшість часу, проведеного у складі тель-авівського «Маккабі», був основним гравцем захисту команди.
Своєю грою за цю команду привернув увагу представників тренерського штабу клубу «Вітесс», до складу якого приєднався 2015 року. Відіграв за команду з Арнема наступні два сезони своєї ігрової кар'єри.
До складу клубу «Маккабі» (Тель-Авів) приєднався 2017 року. Станом на 15 грудня 2020 року відіграв за тель-авівську команду 85 матчів в національному чемпіонаті.

## Виступи за збірні
Протягом 2007–2008 років залучався до складу молодіжної збірної Ізраїлю. На молодіжному рівні зіграв в 11 офіційних матчах.
У 2013 році дебютував в офіційних матчах у складі національної збірної Ізраїлю.

## Титули і досягнення
- Чемпіон Ізраїлю (6):

«Маккабі» (Тель-Авів): 2012-13, 2013-14, 2014-15, 2018-19, 2019-20, 2023-24
- Володар Кубка Нідерландів (1):

«Вітесс»: 2016-17
- Володар Суперкубка Ізраїлю (2):

«Маккабі» (Тель-Авів): 2019, 2020
- Володар Кубка Ізраїлю (3):

«Маккабі» (Тель-Авів): 2004-05, 2014-15, 2020-21
- Володар Кубка Тото (6):

«Маккабі» (Тель-Авів): 2008-09, 2014-15, 2017-18, 2018-19, 2020, 2023-24